# Arboretum de la Petite Loiterie
El Arboreto de la Petite Loiterie, en francés Arboretum de la Petite Loiterie, es un jardín botánico y arboreto de 16 hectáreas de extensión, que se encuentra en el Monthodon, Francia.

## Localización
La comuna de Monthodon se encuentra en el límite noreste del departamento de Indre-et-Loire, en el Gâtine de Tours. Muchas lagunas o charcas permanecen en la comuna, y dos corrientes de agua, las de Rondy y Clay, ambos afluentes del río Brenne.
Arboretum de la Petite Loiterie Le Sentier, Monthodon, Indre-et-Loire, Centre, Cedex France-Francia.
Planos y vistas satelitales, 47°39′02″N 0°50′14″E / 47.65056, 0.83722
Se abre al público solamente unos días al mes y se paga una tarifa de entrada.

## Historia
En 1822, Monthodon anexó por decreto real la comuna de "Le Sentier". Sin embargo deliberaciones para restaurar a "Le Sentier" como una comuna separada, o en su defecto para volverla a unir la comuna de Boulay más cerca y de más fácil acceso, se prolongarán hasta 1901.
Los habitantes de Le Sentier, en protesta por la decisión tomada sin su consentimiento y viendo que sus esfuerzos no tienen éxito, se convirtieron masivamente al protestantismo en 1895.
A continuación, constituyen « "una compañía de bienes raíces cuyo objeto es la construcción y gestión de un templo" ». Este pequeño templo construido en 1896, se mantuvo en uso hasta 1989, testimonio de esta rebelión original,. En este se albergó durante algún tiempo la « Association des Amis du Sentier » (Asociación de Amigos de Le Sentier). El cementerio de Le Sentier, que se adjunta a la antigua parroquia, fue finalmente cerrado por orden municipal en 1860, y la iglesia abandonada vendida a un particular.
El arboreto fue concebido en 1980 por su propietario Jac Boutaud, con sus primeros árboles plantados en 1995; que se abrió al público en 2003 y la siembra activa continúa.

## Colecciones
El arboreto de la Petite Loiterie no es habitual en la concepción y el diseño, ya que se centra en los árboles y arbustos que fácilmente se pueden encontrar en los viveros comerciales (en lugar de especies raras), y los especímenes están organizados para colocar las especies con hojas similares, destacando así sus similitudes y diferencias.
Este contiene más de 2000 especies y cultivares de plantas leñosas, plantadas en:
- Prado de 3,5 hectáreas de extensión con colecciones de bulbos, rizomas, y plantas perennes,
- Bosque, de una extensión de 4 hectáreas
- Humedal,
- Estanque de 3.800 m² con lirios de agua y lotos.
- Arboreto de un interés particular pues se trata de unos 2 kilómetros de longitud de setos, compuestos por una gran variedad de especies de árboles y arbustos, que son el lugar ideal de refugio para la fauna silvestre de la zona.[5]